# Thiverval-Grignon
Thiverval-Grignon település Franciaországban, Yvelines megyében. Lakosainak száma 1102 fő (2022. január 1.). Thiverval-Grignon Plaisir, Beynes, Chavenay, Crespières, Davron és Saint-Germain-de-la-Grange községekkel határos.

## Népesség
A település népessége az elmúlt években az alábbi módon változott:
| Lakosok száma | 1095 | 1100 | 1105 | 1058 | 1030 | 1189 | 1198 | 1192 | 1102 |
|               | 2013 | 2015 | 2016 | 2017 | 2018 | 2019 | 2020 | 2021 | 2022 |